# السعدية لديب
السعدية لديب (مواليد 13 يونيو 1971) هي ممثلة مغربية، ولجت بقوة للساحة الفنية من خلال التشخيص المسرحي والسينمائي والتلفزيوني بالمغرب.

## حياتها الشخصية
السعدية لديب هي زوجة الممثل والمخرج المسرحي والسينمائي الدكتور عزيز السالمي؛ الذي سترزق منه بمولودهما الأول.

## أعمالها
- 1995: كنوز الأطلس
- 1997: سبقت رؤيته
- 2000: وهم في المرآة
- 2000: قصة وردة
- 2002: ولد الدرب
- 2003: شفاه الصمت
- 2003: ظل الموت
- 2005: معطف أبي
- 2007: غروب الشمس
- 2007: ريح البحر
- 2007: شوفني
- 2009: حجاب الحب
- 2009: براق
- 2009: ماريا نصار
- 2009: بنت الشيخة
- 2009: شمس الليل
- مسرحية بنات لالة منانة
- 2012: بنات لالة منانة 1
- 2013: بنات لالة منانة 2
- 2015: مسلسل وعدي الموسم 1
- 2016: سر المرجان (مسلسل)
- 2017: مسلسل سر المرجان الموسم 2
- 2017: مسلسل اليتيمة
- 2017: فيلم العاطي الله، ضيفة شرف
- 2019: الزعيمة (مسلسل)
- 2020: سلمات ابو البنات (مسلسل)
- 2021: سلمات ابو البنات (موسم 2 و 3)
- 2022: سلمات ابو البنات (موسم 4)
- 2022: بغيت حياتك (مسلسل)
- 2023: طريق الورد (مسلسل)
- 2023: سلمات ابو البنات (موسم 5)
- 2023: امولا نوبا {ضيفة شرف} (سيتكوم)
- 2024: بين لقصور

## روابط خارجية
- السعدية لديب على موقع IMDb (الإنجليزية)
- السعدية لديب على موقع ألو سيني (الفرنسية)